# ディエゴ・アラセナ国際空港
ディエゴ・アラセナ国際空港（ディエゴ・アラセナこくさいくうこう）は、チリ共和国、タラパカ州の州都、イキケにある空港である。空港は市の南48kmに位置する。ロス・コンドレス空軍基地と滑走路を供用しており、チリ空軍の第一空軍隊が置かれている。チリの軍人ディエゴ・アラセナを記念して命名された。

## 就航路線
| 航空会社             | 就航地                                                                           |
| -------------------- | -------------------------------------------------------------------------------- |
| LATAM チリ           | アントファガスタ、アリカ、カラマ、サンタ・クルス・デ・ラ・シエラ、サンティアゴ、 |
| スカイ航空           | アレキパ、アントファガスタ、アリカ、コピアポ、サンティアゴ                       |
| ジェットスマート航空 | アントファガスタ、コンセプシオン、ラ・セレナ、サンティアゴ、                     |
| アマゾナス航空       | ラパス、サンタ・クルス・デ・ラ・シエラ                                           |